# Parc national naturel Los Katíos
Le parc national naturel Los Katíos est situé au nord-ouest de la Colombie, dans les départements d'Antioquia et de Chocó, et s'étend sur 585 km2. Il appartient à la région du Darién qui relie le Panama et la Colombie. Le parc national a été intégré au patrimoine mondial de l'UNESCO en 1994 et retiré du patrimoine en péril en 2015. Il est contigu au parc national de Darién du Panama.